# Coecobrya tenebricosa
Coecobrya tenebricosa is een springstaartensoort uit de familie van de Entomobryidae. De wetenschappelijke naam van de soort is voor het eerst geldig gepubliceerd in 1902 door Folsom.